# Années 1430
Les années 1430 couvrent la période de 1430 à 1439.

## Événements
- 1430-1433 : les Touaregs s'emparent de Tombouctou (1430) et d'Oualata (1433). Le Mali est privé des revenus du commerce transsaharien[1].
- 1430 : Murat II conquiert Salonique. Les Ottomans avancent dans les Balkans, prennent la partie centrale de l’Albanie réduite à l’état de sandjak[2]. La république de Raguse devient vassale de l’Empire ottoman (1430-1442)[3].
- Vers 1430-1436 : début du morcellement de la Horde d'or. Création vers 1430 du Khanat de Crimée ou de Krim, indépendant de la Horde, par Hadjdjii Girey Ier (1430-1466), descendant de Tuga Timur, fils de Djötchi, avec Baghtche-Saray comme capitale (fin en 1783). Création du khanat de Kazan vers 1436-1437[4].

- 1431-1450 : guerre civile en Russie pour le titre de grand-duc entre Vassili II, fils aîné de Vassili Ier Dimitriévitch et son oncle Iouri de Zvenigorod et ses fils Vassili le Louche et Dimitri Chemyaka[5].
- 1431-1472 : développement artistique et architectural de Texcoco au Mexique sous le règne de Nezahualcóyotl[6].
- 1431-1433 : le doge de Venise Francesco Foscari combat Milan[7].
- 1435-1439 : Antoine de Chabannes est le chef d’une bande d’écorcheurs qui opère en Champagne, en Normandie (pays de Caux), puis en Vimeu, Ponthieu, Vermandois et Hainaut. En mars 1438 il traverse le comté de Nevers pour ravager le Charolais avant de se mettre au service de Charles VII en 1439[8].
- 1436 : fin des croisades contre les Hussites. Le royaume de Bohême sort appauvri de la crise[9]. De nombreux édifices religieux ont été détruits, l’Église a perdu ses biens accaparés par les villes et la noblesse ; sur les terres des monastères, on assiste à un regain de colonisation allemande.
- 1438-1439 : selon le Journal d'un bourgeois de Paris, des loups entrent dans Paris en décembre 1438, attaquent les chiens et dévorent un enfant. En septembre 1439, ils mangent 14 personnes entre Montmartre et la porte Saint-Antoine et s'aventurent dans les vignes. Le 10 novembre 1439, un loup énorme dépourvu de queue et surnommé « Courtaut » qui terrorise la population est tué. Le 14 décembre 1439, 4 femmes sont tuées aux alentours de Paris, puis 11 le vendredi suivant[10].
- 1439 : prise de Smederevo. Murat II chasse de Serbie le despote Georges Brankovic[11]

## Personnages significatifs
Alphonse V d'Aragon - Arthur de Richemont - Barsbay - Charles VII de France - Éric de Poméranie - Francesco Foscari - Henri le Navigateur - Jean de Lancastre - Jean V de Bretagne - Jeanne d'Arc -Álvaro de Luna - Murad II - Nezahualcóyotl - Philippe III de Bourgogne - Nicolas Rolin - Philippe Marie Visconti - Procope le Grand - Shah Rukh - Sigismond Ier du Saint-Empire - Vassili II de Russie - Yolande d'Aragon - François Villon